# Kibi no Makibi

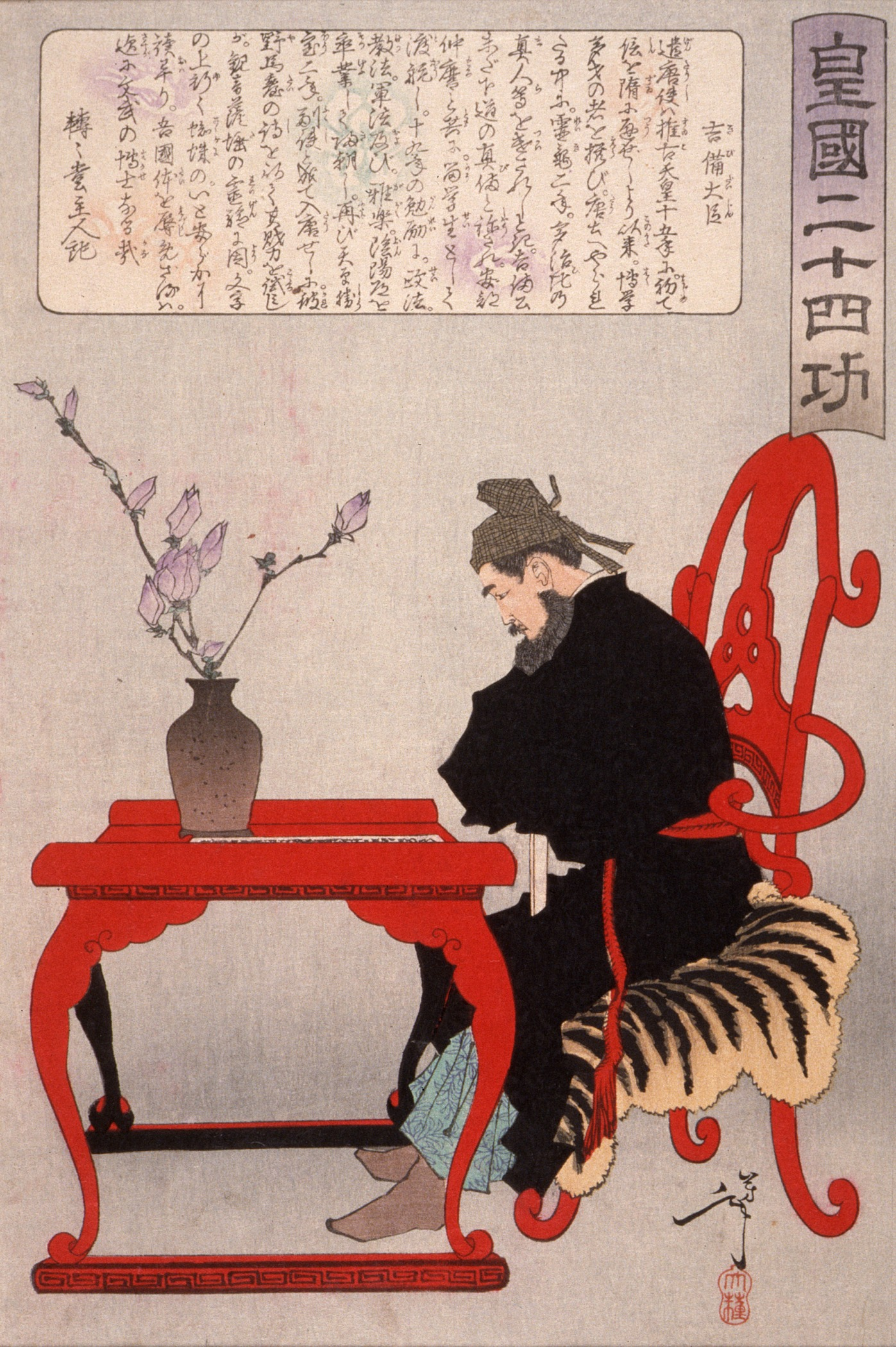
Kibi no Makibi als Minister

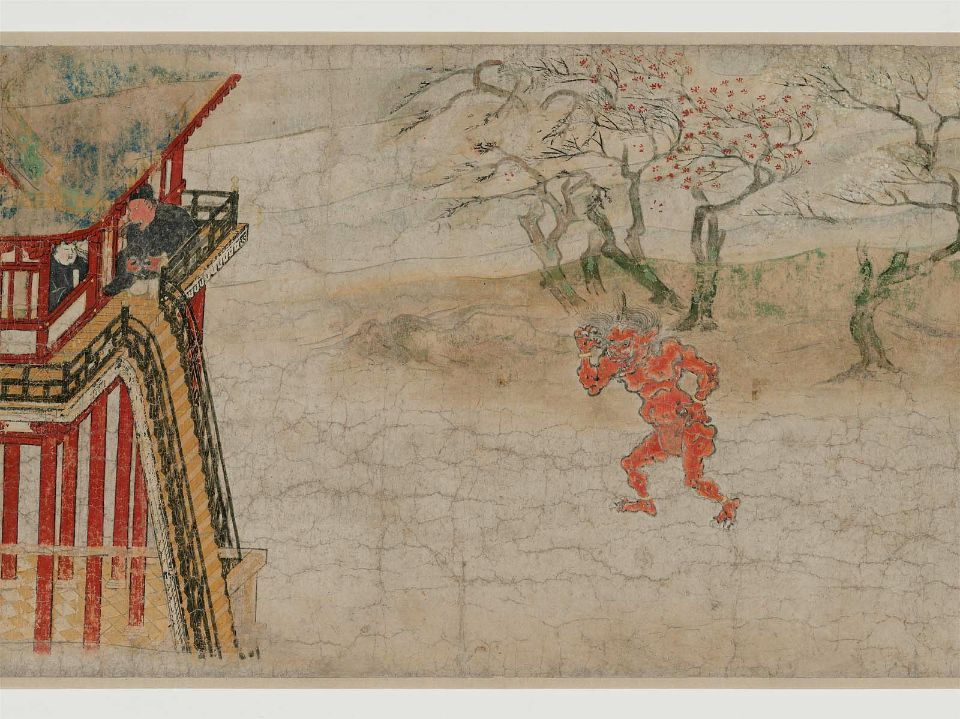
Aus dem Nittō emaki

Kibi no Makibi (japanisch 吉備 真吉備, Vorname auch Mabi (真備); 695–775) war ein japanischer Staatsbeamter und Gelehrter.

## Leben und Wirken
Kibi no Makibi stammte aus einer einflussreichen Familie in der Kibi-Region, heute Teil der Präfektur Okayama. Sein eigentlicher Name war Shimotsumichi Asomi, aber da er ein Nachkomme von Kibitsuhiko no mikoto (吉備津彦命) war und in der Kibi-Region lebte, änderte er seinen Namen, unter dem er dann bekannt wurde. 
Im Jahr 717 wurde er, zusammen mit dem Gelehrten Abe no Nakamaro (阿倍 仲麻呂; ca. 698–ca. 770), dem Priester Gembō (玄昉; gestorben 746) und anderen zu Studien nach China geschickt. Nach ihrer Rückkehr gewann Makibi, der aus China die Kunst der Seidenstickerei, das Go-Spiel und die Biwa mitgebracht haben soll, zusammen mit Gembō unter Tachibana no Moroe (橘 諸兄; 684–757) Einfluss in der Regierung, Makibi als Daigaku no suke (大学の介).
Makibi wurde dazu bestimmt, Prinzessin Abe (阿部内親王 Abe-naishinnō), die spätere Kaiserin Kōken und den späteren Kaiser Shōtoku zu unterrichten. 752 ging Makibi wieder nach China, diesmal als 2. Botschafter (遣唐副使 Kentō fukushi). Makibi wurde aber zeitweise zurückgedrängt, als Fujiwara no Nakamaro (藤原 仲麻呂; 706–764) mächtig wurde. 764 spielte Makibi dann eine zentrale Rolle bei der Niederschlagung eines Aufstandes, den Nakamaro geführt hatte. 766 wurde Makibi zum „Minister zur Rechten“ (Udaijin) befördert.
Nach dem Tod der Kaiserin Kōken 769 gelang es Fujiwara no Nagate (藤原 永手; 714–771) und Fujiwara no Momokawa (藤原 百川; 732–779), Prinz Shirakabe no Ōji (白髮部 大炊) gegen den Willen von Makibi auf den Thron zu bringen. Makibi gab daraufhin sein Amt als Minister auf und zog sich 771 ins Privatleben zurück. 
Makibi kannte sich gut aus in den konfuzianischen Klassikern, in der Astronomie, der Kriegskunst und in der Rechtsprechung. Er leitete den Aufbau des Tōdai-ji in Nara, und ihm wird die Erfindung der Katakana-Schrift zugeschrieben. Seine erste Reise nach China wurde in einer Bildrolle mit dem Titel „Kibi no otodo Nittō emaki“ (吉備大臣入唐絵巻) publiziert.